# Ярославский 117-й пехотный полк
117-й пехотный Ярославский полк — пехотная воинская часть Русской императорской армии.
Полковой праздник: 1 октября.
Старшинство: 1 октября 1763 года.

## История
1 октября 1763 года сформирован Украинского ландмилицского корпуса Курский полк. 28 января 1833 года батальоны Курского полка присоединены к Смоленскому пехотному полку. 
6 апреля 1863 года из 4-го резервного батальона и бессрочно-отпускных 5-го и 6-го батальонов Смоленского пехотного генерал-адъютанта графа Адлерберга 1-го полка сформирован Смоленский резервный пехотный полк в составе двух батальонов. 13 августа того же года приведён в состав трёх батальонов и переименован в Ярославский пехотный полк. 25 марта 1864 года присвоен номер 117-й. В 1879 году приведён в состав четырёх батальонов (путём сведения стрелковых рот в отдельный батальон и формирования новой 16-й роты).

## Знаки отличия полка
1. Георгиевское полковое знамя с надписью «За переправу через Дунай 11 Марта 1854 года» и «1763-1863» и Александровской юбилейной лентой (пожаловано батальонам Смоленского полка).
2. Знаки на головные уборы с надписью: «За отличия в Турецкую войну 1877 и 1878 годов» (пожалованы 17 апреля 1787 года).

## Командиры
- 21.04.1863 — хх.хх.1873 — полковник Бирюкович, Лука Гаврилович
- ранее 01.11.1873 — после 01.05.1878 — полковник Хитрово, Фёдор Николаевич
- 05.02.1879 — 04.06.1884 — полковник Ковалевский, Дмитрий Иванович
- 11.06.1884 — 22.04.1888 — полковник Аврамов, Иван Петрович
- 10.05.1888 — 30.12.1889 — полковник Зоммер, Михаил Карлович
- 30.12.1889 — 20.07.1892 — полковник Драке, Людвиг Людвигович
- 03.08.1892 — 14.11.1895 — полковник Бухгольц, Владимир Егорович
- 30.11.1895 — 26.08.1896 — полковник Шлюпович, Иван Яковлевич
- 06.09.1896 — 12.05.1898 — полковник Домбровский, Никодим Доменикович
- 10.06.1898 — 06.01.1903 — полковник Горский, Адам Иванович
- 03.02.1903 — 28.09.1904 — полковник Сулима-Самойло, Леонид Юлианович
- 15.11.1904 — 20.07.1907 — полковник Руссо, Михаил Гаврилович
- 31.08.1907 — 31.03.1912 — полковник Распопов, Николай Никифорович
- 31.03.1912 — 27.10.1914 — полковник Петрачук, Лука Ильич
- 27.10.1914 — 31.07.1915 — полковник Виноградов, Михаил Николаевич
- 31.07.1915 — 15.10.1917 — полковник Геммельман, Николай Карлович
- 15.10.1917 — хх.хх.хххх — полковник Ржецкий, Аким Лукич